# Nick Launay
Nick Launay (* 1960 in London) ist ein britischer Toningenieur und Musikproduzent, der durch seine Produktionen australischer Bands wie Midnight Oil, INXS und Silverchair bekannt ist.

## Leben
Launay wurde 1960 in London geboren, wuchs jedoch in Frigiliana in Andalusien auf. 1977 kehrte er mit der Familie nach London zurück und nahm eine Tätigkeit als Tontechniker im Tape One Studio auf. Ein von Launay zum Spaß erstelltes Remix von M’s Pop Muzik gefiel Robin Scott und wurde als Maxisingle veröffentlicht. Launay bekam 1980 eine Anstellung als Toningenieur in den Townhouse Studios des Labels Virgin Records und lernte bei John Leckie, Tony Visconti, Steve Lillywhite und Hugh Padgham. Während dieser Zeit arbeitete er für Künstler wie The Jam (Sound Effects), XTC (Black Sea), den Simple Minds und andere, bevor  John Lydon von Public Image Ltd. ihn 1981 bat, deren drittes Album Flowers of Romance zu koproduzieren. Hugh Padgham empfahl ihn wegen seines Drumsounds Kate Bush für ihr viertes Album The Dreaming. Er betreute Aufnahmen für Killing Joke, die Slits, The Birthday Party, Spear of Destiny und Gang of Four. Als Toningenieur betreute er Alben von Künstlern wie Kate Bush (The Dreaming), Eric Clapton (Behind the Sun) oder John Martyn (Glorious Fool). International bekannt wurde er durch seine Produktionen für Midnight Oil (10,9,8,7,6,5,4,3,2,1), The Church und INXS (Swing). Seine Verbindungen mit diesen australischen Bands und die ständigen Reisen zwischen Großbritannien und Australien führten 1994 zu einem Umzug nach Sydney. Seit 2002 lebt und arbeitet er in Los Angeles und produziert Bands wie Supergrass, Grinderman, Yeah Yeah Yeahs, The Cribs und Nick Cave.

## Diskografie (Auswahl)
- 1981: What’s This For, Killing Joke (EG)
- 1981: The Flowers of Romance, Public Image Ltd. (Virgin)
- 1983: 10, 9, 8, 7, 6, 5, 4, 3, 2, 1, Midnight Oil (Columbia)
- 1983: Grapes of Wrath, Spear of Destiny (Burning Rome)
- 1983: Seance, The Church (Arista)
- 1984: The Swing, INXS (Atco)
- 1985: Waiting for the Floods, Armoury Show (EMI)
- 1985: Red Sails in the Sunset, Midnight Oil (Columbia)
- 1988: Big Pig, Bonk (A&M)
- 1988: Big Canoe, Tim Finn (Virgin)
- 1989: Watts and Paris, Marc Anthony Thompson (Reprise)
- 1989: Bowling in Paris, Stephen Bishop (Atlantic)
- 1992: Uh-oh, David Byrne (Warner)
- 1993: Earth and Sun and Moon, Midnight Oil (Columbia)
- 1995: Example, The Squirrels (550 Music)
- 1996: Amazing Disgrace, The Posies (DGC)
- 1997: Never Bet the Devil Your Head, Subrosa (DGC)
- 1997: Freakshow, Silverchair (Epic)
- 1997: Transmitter, Automatic (Sony)
- 1999: Neon Ballroom, Silverchair (Epic)
- 2000: Consent to Treatment, Blue October (Universal)
- 2003: Nocturama, Nick Cave & The Bad Seeds (Mute)
- 2004: A Song is a City, Eskimo Joe (Mushroom)
- 2005: Abattoir Blues/The Lyre of Orpheus, Nick Cave & The Bad Seeds (Mute)
- 2007: Young Modern, Silverchair (Eleven)
- 2007: Grinderman, Grinderman (Mute)
- 2007: Is Is (EP), Yeah Yeah Yeahs (Polydor)
- 2008: Diamond Hoo Ha, Supergrass (Parlophone)
- 2008: Dig, Lazarus, Dig!!!, Nick Cave & The Bad Seeds
- 2009: It’s Blitz!, Yeah Yeah Yeahs (Interscope)
- 2009: Quicken the Heart, Maxïmo Park (Warp)
- 2010: Grinderman 2, Grinderman (Mute)
- 2024: Cartoon Darkness, Amyl and the Sniffers